# Morro do Turano
Morro do Turano é uma localidade entre os bairros da Tijuca e do Rio Comprido, na Zona Norte da capital fluminense, onde existe um complexo de favelas. Este complexo de favelas localiza-se próximo a outras favelas, como as favelas do Morro de São Carlos, no Estácio, do Morro da Mineira e da Morro da Coroa, no Catumbi, o Morro do Querosene, no Rio Comprido e o Morro do Salgueiro, na Tijuca.
Acredita-se que parte dos morros da Tijuca fizeram parte de antigas fazendas de café da Zona Norte, e que alguns foram batizados com o mesmo sobrenome da família proprietária das terras. Documentos demonstram que este não foi o caso do Morro do Turano, apesar de seu nome derivar do nome de Emílio Turano, imigrante italiano que se apossou irregularmente das terras no morro. O que hoje é a favela já havia dado esboços de formação antes da chegada de Emílio Turano. Em 30 de setembro de 2010 a comunidade passou a ser atendida pela 12° UPP.